# Teenage Mutant Hero Turtles (serietidning)
Teenage Mutant Hero Turtles (TMHT), kallad Turtlestidningen, var en serietidning i Sverige som utkom åren 1990-1996 och som baserades på serier från amerikanska Teenage Mutant Ninja Turtles Adventures samt diverse brittiska miniserier med enklare handling,. Även specialnummer utkom med vissa teman, till exempel serieadaptioner av långfilmerna. 
Eftersom de flesta miniserierna gjordes i Storbritannien, där nunchakus vid denna tid var förbjudna inte bara att använda utan även att visa i serier, använde Michelangelo i stället oftast bara händerna i dessa miniserier.
Senare förekom även Usagi Yojimbo som gästserie.
Hur många nummer som utkom årligen varierade, men toppnoteringen var 17 ordinarie (specialer ej inräknade) under 1992. Tidningen var då väldigt populär, men då materialet snart inte räckte till blev man från 1993 en månadstidning. Tidningen innehöll även pyssel, läsarteckningar, tävlingar, och ibland posters (bland annat i nummer 1 1990). Separat såldes även bland annat en TMNT-julkalender inför julen 1991. Tidningen innehöll ibland även läsaridéer, det vill säga figurer som läsarna själva hittat på. Dessa medverkade dock inte i serierna.
En sektion med läsarfrågor fanns, och hette Pizzatajm, oftast tillagt med Splinter även om "övriga sköldpaddor" också svarade ibland.

## Nummer
| Årtal | Antal nummer |
| ----- | ------------ |
| 1990  | 2            |
| 1991  | 15           |
| 1992  | 17           |
| 1993  | 12           |
| 1994  | 12           |
| 1995  | 12           |
| 1996  | 12           |

### Fotnoter
1. ↑  ”Teenage Mutant Hero Turtles”. Seriesamlarna. http://www.seriesam.com/cgi-bin/guide?s=TEENAGE+MUTANT+HERO+TURTLES+(1990). Läst 11 mars 2011.
2. ↑  Jan M. Komsa (12 september 2009). ”Personliga retrospektiv Mina mangamemoarer”. Popkorn. http://popkorn.nu/mm-arkiv/personliga_retrospektiv_002.html. Läst 11 mars 2011.